# Герб Арбажского района
Герб муниципального образования «Арбажский район» — опознавательно-правовой знак, составленный и употребляемый в соответствии с правилами геральдики, служащий символом муниципального района «Арбажский район» Кировской области Российской Федерации.

## Описание герба
Описание герба:
Рассечённый зеленью и червленью щит с золотыми снопами льна, уложенными восьмиконечной звездой, поверх всего — лазоревый цветок льна с серебряной сердцевиной.

## Обоснование символики
Обоснование символики:
Цветок и снопы льна указывают на то, что территория района издревле славится его выращиванием и переработкой. Снопы указывают на сельскохозяйственную направленность района. Зелёный цвет поля означает обилие в районе лесов и лесопереработку, красный цвет — справедливость, благородство, любовь к ближнему.

## История создания
- 28 июня 2012 — герб района утверждён решением Арбажской районной Думы[1]/

- Герб Арбажского района включён в Государственный геральдический регистр Российской Федерации под № 7860[3].